# Teniet En Nasr
Teniet En Nasr (în arabă ثنية النصر) este o comună din provincia Bordj-Bou-Arreridj, Algeria.
Populația comunei este de 5.775 de locuitori (2008).